# Ahmadabad
|  | Per a altres significats, vegeu «Ahmadabad (desambiguació)». |

Ahmadabad és la ciutat més gran de l'estat de Gujarat, amb una població de gairebé 5.570.585 habitants és la cinquena ciutat més poblada de l'Índia. Localitzada a la riba del riu Sabarmati, la ciutat és el centre administratiu del districte de Ahmedabad, i havia sigut la capital de Gujarat del 1960 al 1970; després ho va ser Gandhinagar.
La ciutat es va fundar l'any 1411 per servir de capital del sultanat de Gujarat, pel seu homònim, el sultà Ahmed Shah I. Sota el govern britànic, s'hi establí un acantonament militar i la seva infraestructura es modernitzava i s'expandia. Encara que incorporada a la presidència de Bombai durant el govern britànic a l'Índia, Ahmedabad romania la ciutat més important a la regió de Gujarat. S'hi establí una important indústria tèxtil, per la qual cosa se l'anomenava "la Manchester de l'est". La ciutat era en el primer pla del moviment d'independència de l'Índia a la primera part del segle xx, sent l'epicentre de moltes campanyes de desobediència civil per promoure els drets dels treballadors, drets civils i la independència política.
Amb la creació de l'estat de Gujarat el 1960, Ahmedabad guanyava prominència com a capital política i comercial de l'estat. Les carreteres polsegoses i bungalous han donat pas a un boom en la construcció i en el creixement demogràfic. La ciutat ha desenvolupat l'educació, la tecnologia de la informació i les indústries científiques. Des del 2000, la ciutat s'ha transformat a través de la construcció de gratacels, passeigs de compra i multicinemes. Tanmateix, aquest progrés ha estat espatllat per calamitats naturals, inestabilitat política i brots de violència.

## Història
Les muralles de la ciutat foren construïdes per Ahmad Shah I (1413-1443) de la dinastia de reis musulmans de Gujarat quan la ciutat s'anomenava Ashawal, prenent el nom d'Ahmedabad per aquest rei; foren reforçades pels seu successor Mahmud Xah I el 1486 (i més tard pels britànics el 1832). Va passar a l'Imperi Mogol el 1573.
Durant els segles xvi i xvii fou una de les ciutats més esplèndides de l'Índia occidental, però la decadència mogol i l'ascens dels marathes va resultar negativa. Al final segle XVIII l'autoritat mogol al Gujarat era nominal i els pretendents, musulmans i marathes, es disputaven el control d'Ahmedabad. El 1738 la ciutat fou ocupada per Damaji Gaikwar i Momin Khan, un maratha i un musulmà que s'havien aliat, que se la van repartir per igual; Damaji Gaikwar fou empresonat pel peshwa maratha i Momin Khan se'n va aprofitar i va assolir el poder tot sol encara que va permetre al delegat de Damaji de seguir cobrant la meitat de l'impost. Quan Damaji fou alliberat es va unir a Raghunath Rao, enviat pel peshwa a recuperar Gujarat i en la lluita que va seguir les forces marathes van ocupar la ciutat (1753). El 1755 Momin Khan la va recuperar però la va perdre definitivament davant els marathes el 1757.
El 1780 fou atacada i ocupada per una força britànica dirigida pel General Goddard, però els anglesos no s'hi van quedar, i els marathes la van recuperar i la van conservar fins al 1818 quan, enderrocat el peshwa, fou incorporada al domini britànic. Llavors estava damnada i amb poca població. Es va recuperar una mica i el 1851 tenia 97.048, el 1872 en tenia 116.873, i el 1881 eren 124.767 un 78% hindús. Destacava la secta Sarawak o dels jains de Gujarat que tenia fins a 120 temples. Fou incorporada a la presidència de Bombai. Amb la independència fou capital de l'estat de Gujarat quan aquest es va crear el 1960 i fins al 1970 quan es va traslladar a Gandhinagar.

## Monuments importants
- Mesquites: 1) Ahmad Shah; 2) Haibat Khan; 3) Sayyid Alam; 4) Malik Alam; 5) Rani Isni (no Sipri); 6) Sidi Sayyid; 7) Kutab Shah; 8) Sayyid Usmani; 9) Mia Khan Chishti; 10) Sidi Basfr; 11) Muhafiz Khan; 12) Achat Bibi; 13) Dastur Khan; 14) Muhammad Ghaus, 15) Jama.
- Tombes: 1) Ahmad Shah I; 2) esposa d'Ahmad Shah; 3) Dariya Khan; 4) Asam Khan; 5) Mir Abu; (6) Shah Wazir al-Din.
- Mausoleus: 1) Sirkej (Sharkej), a uns 8 km; 2) Batwa, a uns 10 km; 3) Shah Alam entre la ciutat i Batwa.
- Altres: 1) Antiga font de Mata-Bhawani a Asarwa; Tin Darwdzd, o Triple Camí; cisterna de Kankaria a 1 km al sud-est; Font de Dada Harir; Shahi Bagh; Palau d'Azim Khan; Tomba de l'Holandès; temples de Swami Narayan i de Santidas.

## Demografia
La població (a la localitat "estricta") és de 3.520.085 habitants segons l'últim cens nacional de població indi, de l'1 de març de 2001 (i 2.966.312 d'acord a l'anterior, de 1991). Una estimació la situava al voltant dels 4.030.000 per al gener del 2009. La aglomeració urbana, por la seva part, era de 4.518.240 habitants el 2001 (3.312.216 el 1991 i 2.548.057 el 1981). A principi de 2009 un estimat, basat en la projecció d’aquestes dades, la situava en uns 5.770.000 hab.
| Gràfica d'evolució de Ahmadabad entre 1871 i 2011 |
|                                                   |

## Clima
| Paràmetres climàtics mitjans de Ahmedabad (1981–2010) | Paràmetres climàtics mitjans de Ahmedabad (1981–2010) | Paràmetres climàtics mitjans de Ahmedabad (1981–2010) | Paràmetres climàtics mitjans de Ahmedabad (1981–2010) | Paràmetres climàtics mitjans de Ahmedabad (1981–2010) | Paràmetres climàtics mitjans de Ahmedabad (1981–2010) | Paràmetres climàtics mitjans de Ahmedabad (1981–2010) | Paràmetres climàtics mitjans de Ahmedabad (1981–2010) | Paràmetres climàtics mitjans de Ahmedabad (1981–2010) | Paràmetres climàtics mitjans de Ahmedabad (1981–2010) | Paràmetres climàtics mitjans de Ahmedabad (1981–2010) | Paràmetres climàtics mitjans de Ahmedabad (1981–2010) | Paràmetres climàtics mitjans de Ahmedabad (1981–2010) | Paràmetres climàtics mitjans de Ahmedabad (1981–2010) |
| Mes                                                   | Gen.                                                  | Feb.                                                  | Mar.                                                  | Abr.                                                  | Mai.                                                  | Jun.                                                  | Jul.                                                  | Ago.                                                  | Set.                                                  | Oct.                                                  | Nov.                                                  | Des.                                                  | Anual                                                 |
| ----------------------------------------------------- | ----------------------------------------------------- | ----------------------------------------------------- | ----------------------------------------------------- | ----------------------------------------------------- | ----------------------------------------------------- | ----------------------------------------------------- | ----------------------------------------------------- | ----------------------------------------------------- | ----------------------------------------------------- | ----------------------------------------------------- | ----------------------------------------------------- | ----------------------------------------------------- | ----------------------------------------------------- |
| Temperatura màxima registrada °C (°F)                 | 36,1 (97)                                             | 40,6 (105,1)                                          | 43,9 (111)                                            | 46,2 (115,2)                                          | 50,0 (122)                                            | 47,2 (117)                                            | 42,2 (108)                                            | 40,4 (104,7)                                          | 41,7 (107,1)                                          | 42,8 (109)                                            | 38,9 (102)                                            | 35,6 (96,1)                                           | 50,0 (122)                                            |
| Temperatura mínima registrada °C (°F)                 | 3,3 (37,9)                                            | 2,2 (36)                                              | 9,4 (48,9)                                            | 12,8 (55)                                             | 19,1 (66,4)                                           | 19,4 (66,9)                                           | 20,4 (68,7)                                           | 21,2 (70,2)                                           | 17,2 (63)                                             | 12,6 (54,7)                                           | 8,3 (46,9)                                            | 3,6 (38,5)                                            | 2,2 (36)                                              |
| Temperatura diària màxima °C (°F)                     | 28,1 (82,6)                                           | 30,5 (86,9)                                           | 35,8 (96,4)                                           | 39,6 (103,3)                                          | 41,6 (106,9)                                          | 38,8 (101,8)                                          | 33,6 (92,5)                                           | 32,0 (89,6)                                           | 33,8 (92,8)                                           | 35,7 (96,3)                                           | 32,9 (91,2)                                           | 29,5 (85,1)                                           | 34,4 (93,9)                                           |
| Temperatura diària mínima °C (°F)                     | 12,4 (54,3)                                           | 14,3 (57,7)                                           | 19,5 (67,1)                                           | 23,9 (75)                                             | 27,0 (80,6)                                           | 27,5 (81,5)                                           | 25,9 (78,6)                                           | 25,0 (77)                                             | 24,7 (76,5)                                           | 21,4 (70,5)                                           | 16,7 (62,1)                                           | 13,4 (56,1)                                           | 21,0 (69,8)                                           |
| Precipitació total mm (polzades)                      | 1,0 (0)                                               | 0,8 (0)                                               | 0,6 (0)                                               | 2,4 (0,1)                                             | 7,0 (0,3)                                             | 80,0 (3,1)                                            | 291,2 (11,5)                                          | 266,2 (10,5)                                          | 86,8 (3,4)                                            | 11,7 (0,5)                                            | 2,3 (0,1)                                             | 1,0 (0)                                               | 750,9 (29,6)                                          |
| Font: Departament Meteorològic d’Índia                |                                                       |                                                       |                                                       |                                                       |                                                       |                                                       |                                                       |                                                       |                                                       |                                                       |                                                       |                                                       |                                                       |
| Font #2: NOAA, IEM ASOS {{{consulta2}}}               |                                                       |                                                       |                                                       |                                                       |                                                       |                                                       |                                                       |                                                       |                                                       |                                                       |                                                       |                                                       |                                                       |

## Cultura

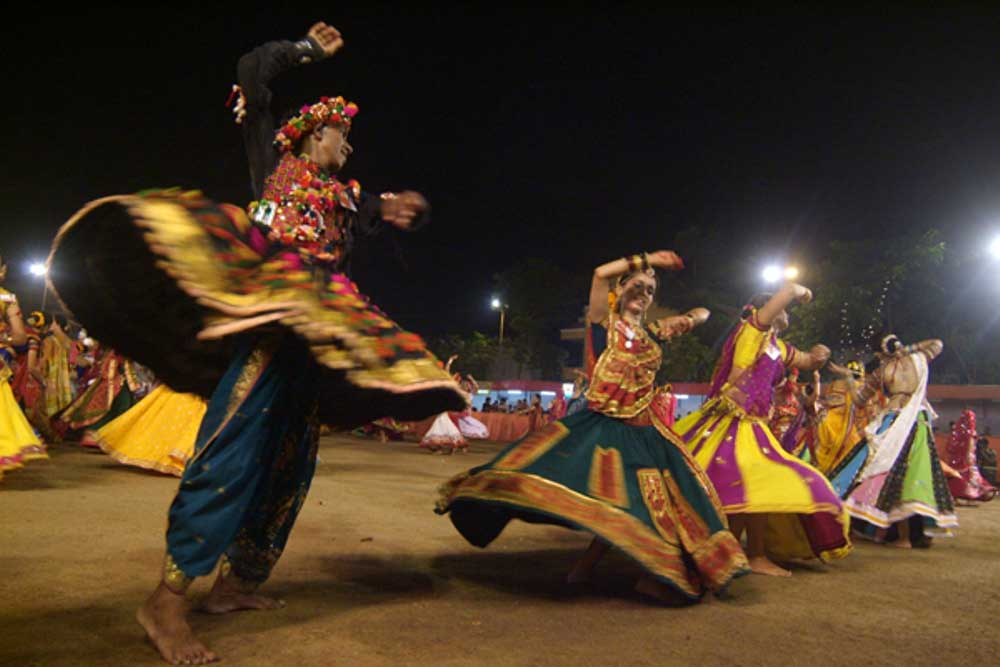
Celebracions de Navaratri a Ahmedabad

Ahmedabad observa una sèrie de festivals. Les celebracions inclouen Uttarayan, un dia anual de vol d'estels els dies 14 i 15 de gener. Se celebren nou nits de Navratri amb gent que interpreta Garba, la dansa popular més popular de Gujarat, a llocs de tota la ciutat. El festival de les llums, Deepavali, se celebra amb l'encesa de llums a cada casa, decorant els pisos amb rangoli i l'encesa de petards. La processó anual de Rath Yatra a la data Ashadh-sud-bij del calendari hindú al temple de Jagannath, el festival dels colors Holi se celebra l'últim dia de lluna plena al final de l'hivern, basat en el calendari lunisolar hindú i la processó de Tajia durant el mes sagrat musulmà de Muharram són esdeveniments importants.
Una de les formes més populars de menjar a Ahmedabad és un thali de Gujarati que es va servir per primera vegada comercialment per Chandvilas Hotel l'any 1900. Es compon de roti (Chapati), dal, arròs i shaak (verdures cuites, de vegades amb curri), amb acompanyaments d’escabetx i papades rostides. Els plats dolços inclouen laddoo, mango i vedhmi. Dhoklas, theplas i dhebras també són plats molt populars a Ahmedabad. Les begudes inclouen llet de mantega i te. A Ahmedabad està prohibit beure alcohol.
Hi ha molts restaurants que serveixen cuina índia i internacional. La majoria dels punts de venda serveixen només menjar vegetarià, ja que les comunitats jainistes i hindús de la ciutat mantenen una forta tradició de vegetarianisme. La primera Pizza Hut totalment vegetariana del món va obrir a Ahmedabad. KFC té un uniforme de personal separat per servir articles vegetarians i prepara menjar vegetarià en una cuina separada, igual que McDonald's. Ahmedabad té un bon nombre de restaurants que serveixen menjar típic de Mughlai no vegetarià a zones més antigues com Bhatiyar Gali, Kalupur i Jamalpur.

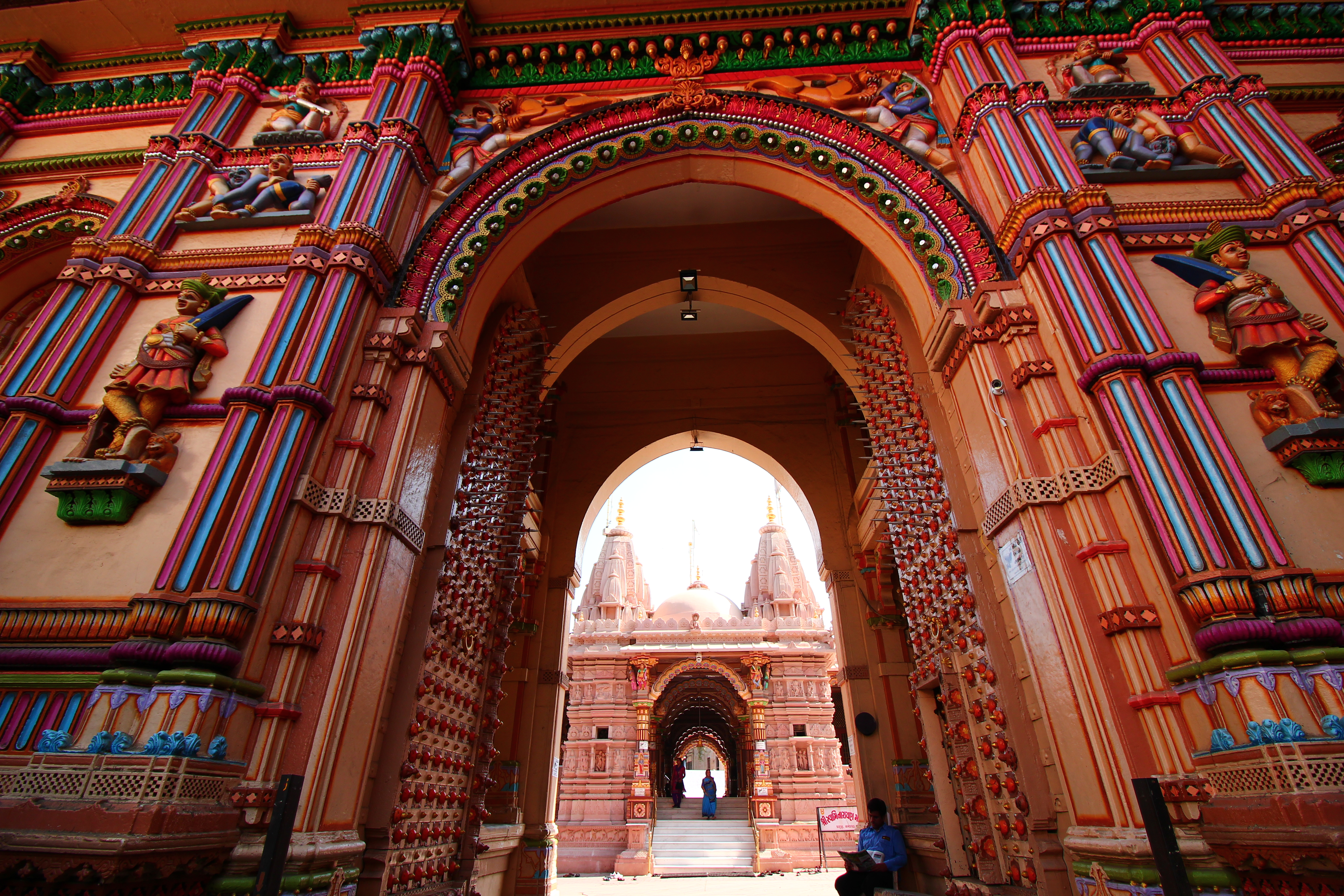
Temple Swaminarayan, Ahmedabad

Manek Chowk és una plaça oberta prop del centre de la ciutat que funciona com a mercat de verdures al matí i de joieria a la tarda. No obstant això, és més conegut per les seves parades de menjar al vespre, que venen menjar local al carrer. Rep el nom del sant hindú Baba Maneknath. Zones d'Ahmedabad són conegudes pel seu art popular. Els artesans de Rangeela pol elaboren bandhinis tenyits, mentre que les botigues de sabaters de Madhupura venen calçat tradicional de mojdi (també conegut com a mojri). Els ídols de Ganesha i altres icones religioses es fan en gran quantitat a la zona de Gulbai Tekra. El 2019, hi ha un canvi en la tendència i la gent està adoptant una estàtua de Ganesha més ecològica. Les botigues del Jardí de la Llei venen artesania de miralls.
Es van establir tres institucions literàries principals a Ahmedabad per a la promoció de la literatura gujarati: Gujarat Vidhya Sabha, Gujarat Sahitya Parishad i Gujarat Sahitya Sabha. El festival Saptak School of Music se celebra la primera setmana del nou any. Aquest acte va ser inaugurat per Ravi Shankar.
El Sanskar Kendra, un dels diversos edificis d'Ahmedabad dissenyats per Le Corbusier, és un museu de la ciutat que representa la seva història, art, cultura i arquitectura. El Gandhi Smarak Sangrahalaya i el Sardar Vallabhbhai Patel National Memorial tenen exposicions permanents de fotografies, documents i altres articles relacionats amb Mahatma Gandhi i Sardar Patel. El Museu dels Tèxtils Calico té una gran col·lecció de teixits, peces de vestir i tèxtils indis i internacionals. La biblioteca Hazrat Pir Mohammad Shah té una col·lecció de manuscrits originals rars en àrab, persa, urdú, sindhi i turc. Hi ha Vechaar Utensils Museum que té eines d'acer inoxidable, vidre, llautó, coure, bronze, zinc i plata alemanya.
La Fundació Shreyas té quatre museus al mateix campus. Shreyas Folk Museum (Museu Lokayatan) té formes d'art i artefactes de comunitats de Gujarat. El Museu Infantil Kalpana Mangaldas té una col·lecció de joguines, titelles, vestits de ball i de teatre, monedes i un dipòsit de música gravada d'espectacles tradicionals d'arreu del món. Kahani alberga fotografies de fires i festivals de Gujarat. Sangeeta Vadyakhand és una galeria d'instruments musicals de l'Índia i d'altres països.
LD Institute of Indology acull 76.000 manuscrits jainistes escrits a mà amb 500 versions il·lustrades i 45.000 llibres impresos, la qual cosa la converteix en la col·lecció més gran d'escriptures jainistes, escultures índies, terracotes, pintures en miniatura, pintures de tela, rotlles pintats, bronzes, fusteria, monedes índies, tèxtils i art decoratiu, pintures de Rabindranath Tagore i art del Nepal i el Tibet. NC Mehta Gallery of Miniature Paintings té una col·lecció de pintures en miniatura ornamentades i manuscrits de tota l'Índia.
El 1949 el científic Dr. Vikram Sarabhai i la ballarina Bharat Natyam Mrinalini Sarabhai van establir l'Acadèmia Darpana d’Arts Escèniques, i així la ciutat d’Ahmemedabad es va convertir en el centre de la dansa clàssica índia.